# Colladonus claustrus
Colladonus claustrus är en insektsart som beskrevs av Delong 1946. Colladonus claustrus ingår i släktet Colladonus och familjen dvärgstritar. Inga underarter finns listade i Catalogue of Life.